# Роберт Вестон

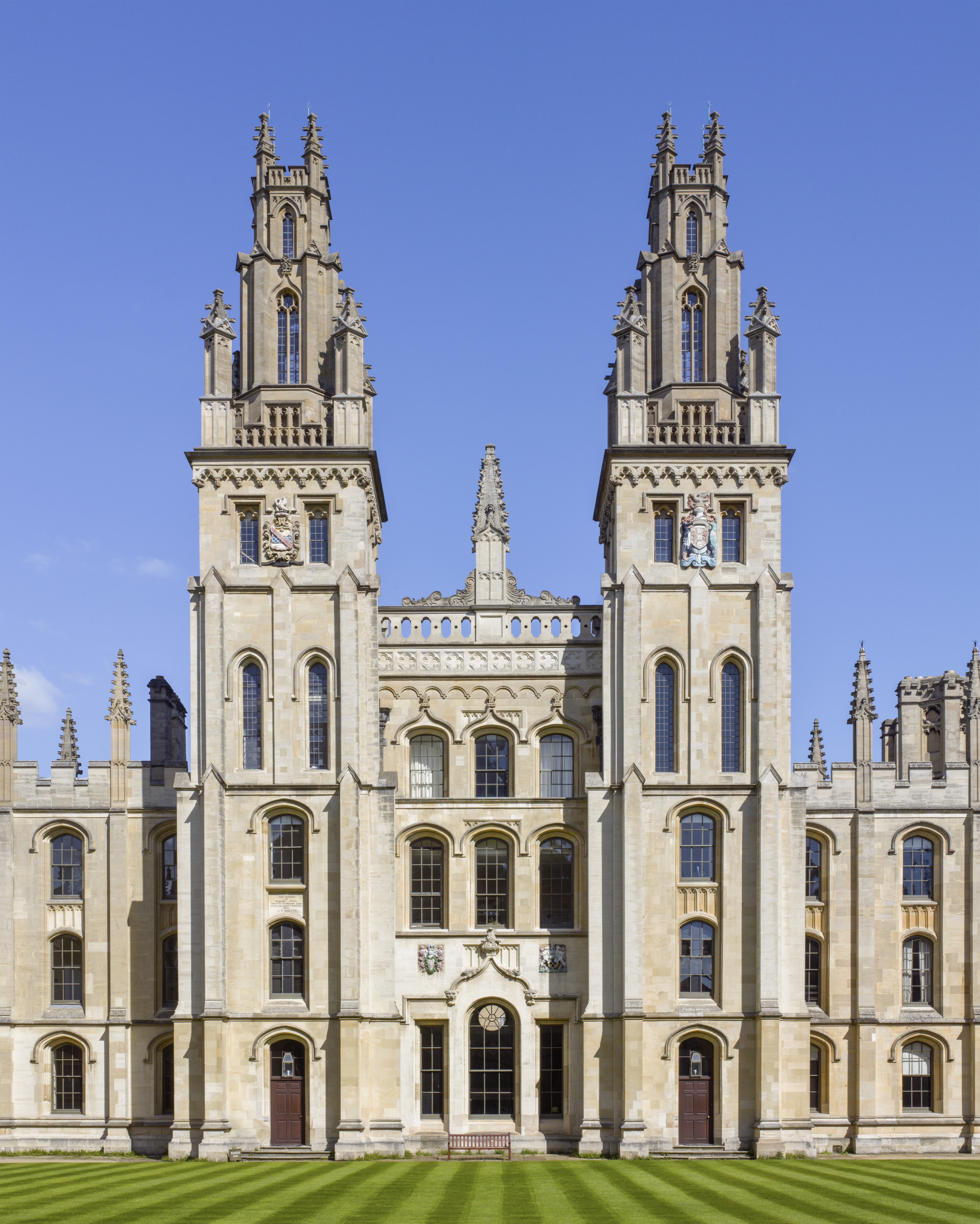
Коледж Всіх Душ, Оксфорд.

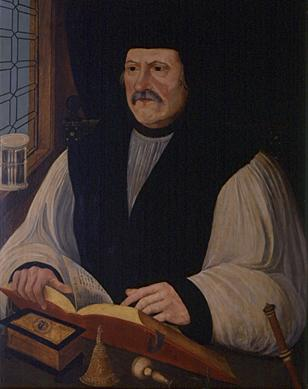
Архієпископ Мет’ю Паркер (1504 – 1575).

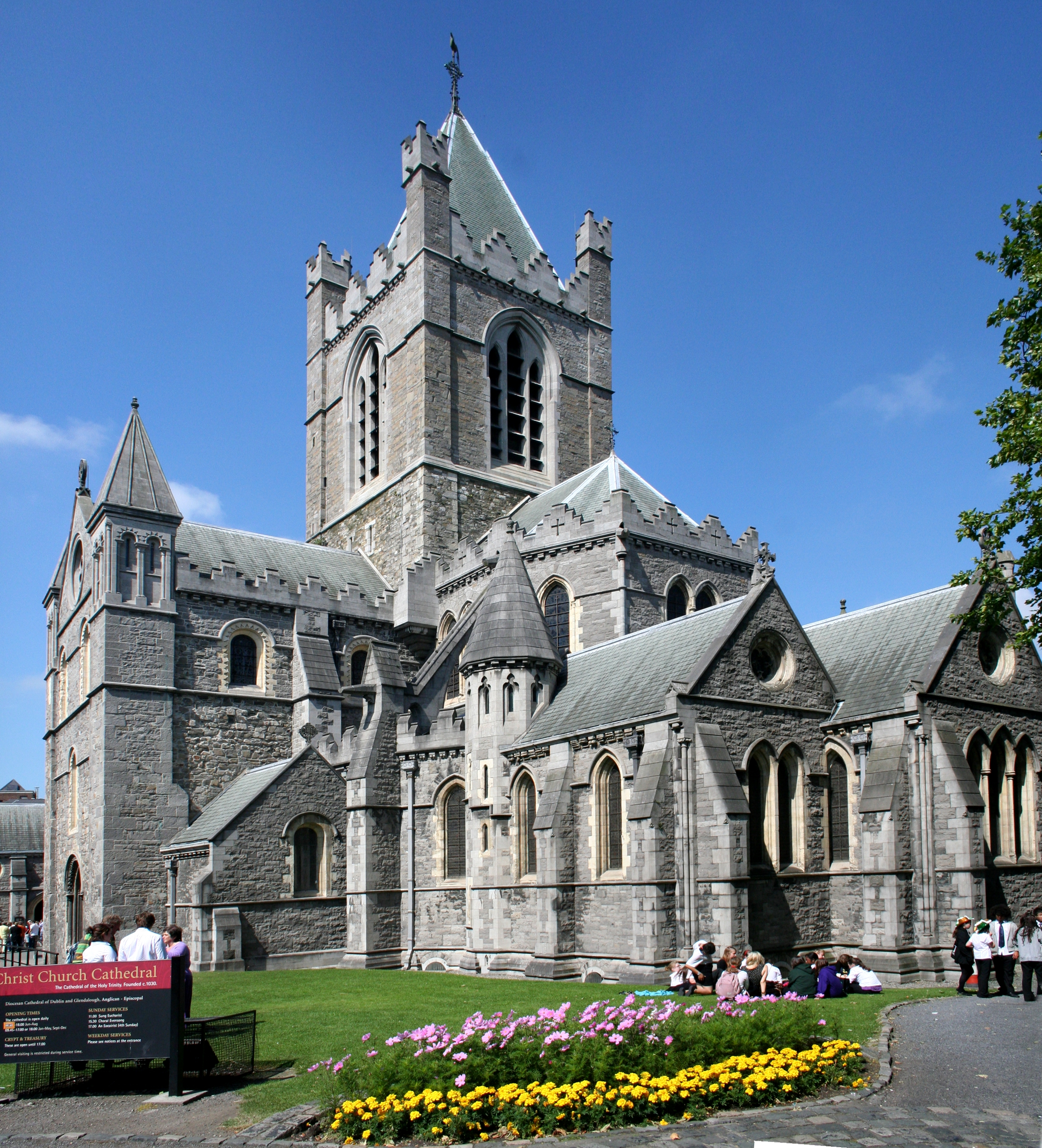
Собор Кріст Черч в Дубліні.

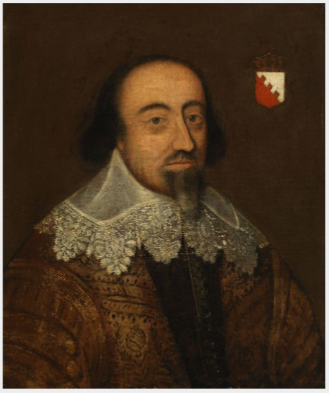
Річард Бойл (1566 – 1643) – І граф Корк.

Роберт Вестон (бл. 1515 – 20 травня 1573) – відомий ірландський та англійський політик, юрист, суддя, державний та релігійний діяч, доктор права. Він був деканом Арчес – суддею в церковному суді архієпископства Кентерберійського, володів посадою лорд-канцлера Ірландії, радника Таємної Ради Ірландії за часів королеви Англії та Ірландії Єлизавети І Тюдор.

## Життєпис

### Походження
Роберт Вестон був сьомим сином Джона Вестона (бл. 1470 - бл. 1550), торговця з Лічфілда, графство Стаффордшир, та його дружини Сесілії Невілл, дочки Ральфа Невілла, лорда Невілла, і сестри Ральфа Невілла, IV графа Вестморленд. Родина Вестонів з Глостершира, яка дала ще одного старшого ірландського суддю Вільяма Вестона, ймовірно, була двоюрідною сестрою Роберта. 

### Рання кар’єра
Він отримав освіту в Олл-Соулс-Коледжі (Коледжі Всіх Душ) в Оксфорді. Після закінчення його взяли до викладацької роботи в цьому коледжі в 1536 році. Він вивчав цивільне право та отримав ступінь бакалавра наук 17 лютого 1538 року, потім доктора юридичних наук 20 липня 1556 року. З 1546 по 1549 рік він був директором Бродгейт-Холлу і водночас заступником ректора з цивільного права в університеті під керівництвом доктора Джона Сторі. Він не був священнослужителем, і кажуть, що його пізніше призначення на два прибуткових деканати дуже мучило його сумління. Роберт Вестон був обраний депутатом парламенту Англії від Ексетера в березні 1553 року та від Лічфілда в 1558 і 1559 роках. 

### Лорд-канцлер Ірландії
12 січня 1559 року Роберт Вестон був призначений деканом Арч – суддею в церковному суді архієпископа Кентерберійського і був уповноваженим з проведення присяг, які вимагалися від священнослужителів згідно з «Актом про одноманітність». З ним консультувалися щодо доручень королеви, виданого 6 грудня 1559 року для затвердження Метью Паркера архієпископом Кентерберійським, і Роберт Вестон включений до складу комісії, створеної 8 листопада 1564 року для розслідування скарг на піратські грабежі, скоєні на морі проти підданих короля Іспанії.
Лорд-заступник Ірландії сер Генрі Сідні попросив висунути Роберта Вестона на посаду лорд-канцлера Ірландії замість Х’ю Кервена – архієпископа Дубліна у квітні 1566 року. Через рік, 10 червня 1567 року, королева Єлизавета І Тюдор сказала Сідні, що після тривалих роздумів вона зробила «вибір для надання посади лорд-канцлера, назвавши ім’я нашого надійного, улюбленого доктора Роберта Вестона, декана тутешнього відділу, людину за його освіченість і визнану чесність, цілком кваліфіковану для отримання та володіння цією посадою» і «що за деяке збільшення його прожиткового мінімуму, поки він залишається на нашій службі там, вона була задоволена передати йому деканат Святого Патріка, де єпископ Арма (Адам Лофтус) зараз є деканом і все ж залишить цю посаду за нашим розпорядженням…» 
Роберт Вестон прибув до Дубліна на початку серпня і був приведений до присяги 8 серпня 1567 року. Він сумлінно виконував свої обов’язки, його дуже поважали за його чесність, хоча погане здоров'я (він страждав подагрою та каменями в жовчному міхурі) перешкоджало його ефективній роботі. Він був приголомшений діяльністю багатьох ірландських суддів і закликав Єлизавету І Тюдор замінити їх англійцями, де це можливо. Його так само вразила бідність і невігластво багатьох протестантських священиків в Ірландії. Його прагнення до реформ привело його, хоча він був мирянином, до того, щоб на кілька років він став безперечним лідером Церкви Ірландії. Він співпрацював з Адамом Лофтусом, тоді архієпископом Дубліна, в очищенні Дублінської архієпархії від прихованих католиків, але був проти переслідування більшості римо-католиків або будь-яких спроб примусово навернути їх в протестантську віру.
Роберт Вестон і сер Вільям Фіцвільям – віце-скарбник Ірландії, склали присягу лорд-суддів у соборі Крайст-Черч у Дубліні 14 жовтня, і Роберт Вестон став радником Таємної Ради Ірландії. Роберт Вестон звернувся до ірландського парламенту, коли він був викликаний туди 17 січня 1568 року. Окрім того, що він був деканом собору Святого Патріка, він був деканом Уеллса з 1570 по 1573 рік, але його здоров’я погіршувалося, і він помер у 1573 році. Він був похований у соборі Святого Патріка, Дублін, поруч із своєю першою дружиною Алісою. 
Роберта Вестона сучасники описували так: «Людина це була для свого часу найбільш благочестива, чесна та добродійна, і такої людини на цій посаді  не було протягом багатьох років. У своєму житті він мав найбільші чесноти і був благодійним. У питаннях Ради найбільш розумним і досконалий. У справедливості найчесніший і незіпсований у гостинності, дуже щедрий і привітний. У манерах і розмові надзвичайно ввічливий і лагідний, вірний своєму принцу, непохитний до свого друга та ввічливий до всіх людей. І яким було його життя, такою була і його смерть. Незадовго до своєї смерті скликав він своїх домочадців і дав їм  благочестиві вказівки щодо їхніх покликань; потім він навів порядок у своїх особистих справах і весь час, який ще мав, присвятив молитвам і умовлянням».

## Родина
Роберт Вестон перший раз одружився з Еліс Дженінгс – дочкою Річарда Дженінгса з Барра, що поблизу Лічфілда. У них був син Джон і три доньки, з яких ми знаємо ім’я тільки Аліси, що вийшла заміж перший раз за Х’ю Брейді – єпископа Міта, від якого вона мала багатьох дітей, включаючи синів Люка та Ніколаса, а друге вийшла заміж за сера Джеффрі Фентона, від якого вона мала дочку Кетрін, що вийшла заміж за Річарда Бойла, І графа Корк, і сера Вільяма Фентона. 
Вдруге Роберт Вестон одружився з Еліс Біггес – донькою Джона Біггеса з Айлворта та вдовою Г. Ауншема з Хестона. У них не було дітей. Через свою дочку Алісу Вестон був предком іншого лорд-канцлера Ірландії – Мазьєра Брейді.